# Johnny Mandel
Pour les articles homonymes, voir Mandel.
John Alfred Mandel, dit Johnny Mandel, est un compositeur et un arrangeur musical américain né le 23 novembre 1925 à New York (État de New York) et mort le 29 juin 2020 à Ojai (Californie).

## Biographie
En 1969, Johnny Mandel compose la chanson Suicide Is Painless du film M*A*S*H de Robert Altman, sur des paroles de Mike Altman (fils du réalisateur).

## Filmographie
- 1950 : Your Show of Shows (en) (série télévisée)
- 1953 : General Electric Theater (série télévisée)
- 1958 : Je veux vivre ! (I Want to Live!)
- 1960 : The Lawbreakers
- 1960 : Allô... l'assassin vous parle (The 3rd Voice)
- 1963 : Drums of Africa (en)
- 1964 : Les Jeux de l'amour et de la guerre (The Americanization of Emily)
- 1965 : Le Chevalier des sables (The Sandpiper), Oscar pour la chanson-thème The Shadow of Your Smile, paroles de Paul Francis Webster (adaptée en français par Eddy Marnay sous le titre Le Sourire de mon amour et interprétée par Juliette Gréco en 1966)
- 1966 : Détective privée (Harper) de Jack Smight
- 1966 : Les Russes arrivent (The Russians Are Coming the Russians Are Coming)
- 1966 : Sursis pour une nuit (An American Dream)
- 1967 : Code Name: Heraclitus (TV)
- 1967 : Le Point de non-retour (Point Blank)
- 1968 : Erroll Garner i København (TV)
- 1968 : Pretty Poison
- 1969 : That Cold Day in the Park
- 1969 : Au paradis à coups de revolver (Heaven with a Gun)
- 1969 : Under the Yum Yum Tree (TV)
- 1969 : Some Kind of a Nut
- 1970 : MASH
- 1970 : The Man Who Had Power Over Women
- 1971 : The Trackers (TV)
- 1972 : Journey Through Rosebud
- 1972 : Call Holme (TV)
- 1972 : Molly and Lawless John
- 1973 : Summer Wishes, Winter Dreams
- 1973 : Dinah Shore: In Search of the Ideal Man (TV)
- 1973 : La Dernière Corvée (The Last Detail)
- 1974 : W
- 1975 : La Montagne ensorcelée (Escape to Witch Mountain)
- 1975 : The Turning Point of Jim Malloy (TV)
- 1976 : The Sailor Who Fell from Grace with the Sea de Lewis John Carlino
- 1976 : Un vendredi dingue, dingue, dingue (Freaky Friday)
- 1979 : Agatha de Michael Apted
- 1979 : Not Until Today (TV)
- 1979 : Bienvenue, mister Chance de Hal Ashby
- 1980 : Revanche à Baltimore (The Baltimore Bullet)
- 1980 : À Miami, faut le faire! (Caddyshack)
- 1981 : Evita Peron (TV)
- 1982 : Lookin' to Get Out
- 1982 : Piège mortel (Deathtrap)
- 1982 : Le Verdict (The Verdict) de Sidney Lumet
- 1985 : A Letter to Three Wives (TV)
- 1986 : La Colombe de Noël (Christmas Eve) (TV)
- 1987 : Assault and Matrimony (TV)
- 1987 : Foxfire (TV)
- 1988 : La Grande Évasion 2 (The Great Escape II: The Untold Story) de Paul Wendkos et Jud Taylor (TV)
- 1989 : Brenda Starr (en)
- 1989 : Recherche homme marié (Single Women Married Men) (TV)
- 1990 : Kaléidoscope (Kaleidoscope) (TV)

## Distinctions
- 1965 : Oscar pour la chanson-thème The Shadow of Your Smile, paroles de Paul Francis Webster, chanson-thème du film Le Chevalier des sables (The Sandpiper) de Vincente Minnelli.
- Grammy Award « Chanson de l'année 1966 » : The Shadow of Your Smile, interprétée par Tony Bennett.